# فرودگاه گوتنبرگ سیتی
فرودگاه گوتنبرگ سیتی (به انگلیسی: Gothenburg City Airport) (به زبان بومی: Göteborg City Airport) یک فرودگاه همگانی مسافربری با کد یاتا GSE است که یک باند فرود آسفالت دارد و طول باند آن ۲۰۳۹ متر است. این فرودگاه در شهر گوتنبورگ کشور سوئد قرار دارد و در ارتفاع ۱۸ متری از سطح دریا واقع شده‌است.